# Antonio Quistelli
Antonio Quistelli (Bari, 23 agosto 1949 – Bari, 11 maggio 1998) è stato un lottatore italiano.

## Biografia
Nato nel 1950 a Bari, gareggiava nella lotta greco-romana, nella classe di peso dei pesi mosca leggeri (48 kg).
Nel 1974 vinse la medaglia di bronzo agli Europei di Madrid, arrivando dietro al rumeno Constantin Alexandru e al sovietico Aleksej Šumakov.
A 26 anni partecipò ai Giochi olimpici di Montréal 1976, nella lotta greco-romana, pesi mosca leggeri, perdendo entrambi i primi 2 turni, contro l'iraniano Khalil Rashid Mohamed Zadeh per caduta e il bulgaro Stefan Angelov, poi bronzo, per passività. 
Morì nel 1998, a 48 anni.

## Palmarès

### Europei
- 1 medaglia:
  - 1 bronzo (Lotta greco-romana 48 kg a Madrid 1974)